# Traisen (rivière)
Pour les articles homonymes, voir Traisen.
La Traisen est un cours d'eau de Basse-Autriche, affluent du Danube.

## Géographie
La Traisen se forme avec l'union de deux cours d'eau distincts, la Recht-Traisen et l'Unrecht-Traisen. Il s'agit d'un affluent du Danube qu'elle rencontre dans la région de Mostviertel en Basse-Autriche. Ses deux sources naissent respectivement à proximité de Sankt Aegyd am Neuwalde et de Türnitz. Après qu'elles se sont rencontrées, la Traisen s'écoule à travers les villes de  Türnitz, Lilienfeld, Traisen, Wilhelmsburg et St. Pölten, avant de se jeter dans le Danube à Traismauer. Au moment de la construction de la  Factory Altenwörth, les bouches de la Traisen ont été déplacées à Altenwörth situé dans la municipalité de Kirchberg am Wagram. 
Au cours des très grandes eaux de juillet 1997, de nombreuses municipalités bordées par la Traisen et le siège du gouvernement de la capitale régionale de St. Pölten ont été partiellement voire gravement inondés.